# Valmorel
Valmorel is een skidorp en wintersportgebied in de Franse Alpen, meer bepaald in de Tarentaisevallei in het departement Savoie. Het opende in 1976. Het ligt in de gemeente Les Avanchers-Valmorel, die in 1988 tot stand kwam uit delen van Aigueblanche en La Léchère.
In 1974 begonnen de gemeenten Aigueblanche en La Léchère een samenwerking om de plattelandsvlucht tegen te gaan door een wintersportoord aan te leggen. Op dat moment waren er al acht skiliften aanwezig. De initiatiefnemers namen architect Michel Bezançon, bekend van Montchavin-Les-Coches, onder de arm om een skidorp van de 4de generatie te bouwen. Het dorpscentrum is Le Bourg, opgebouwd rond een autovrije straat. Daarrond liggen verschillende wijkjes, met elkaar verbonden door een slingerende weg door het glooiende landschap. In het dorp kunnen zo'n 15.000 vakantiegangers en bewoners overnachten.
De skiliften van Valmorel worden uitgebaat door de firma DSV, waarin Sofival en Compagnie des Alpes aandeelhouders zijn. Door de verbinding met Saint-François-Longchamp ontstond Le Grand Domaine als overkoepelend skigebied. 